# Butia microspadix
Butia microspadix är en enhjärtbladig växtart som beskrevs av Karl Ewald Maximilian Burret. Butia microspadix ingår i släktet Butia och familjen Arecaceae. Inga underarter finns listade i Catalogue of Life.